# 国家开发银行

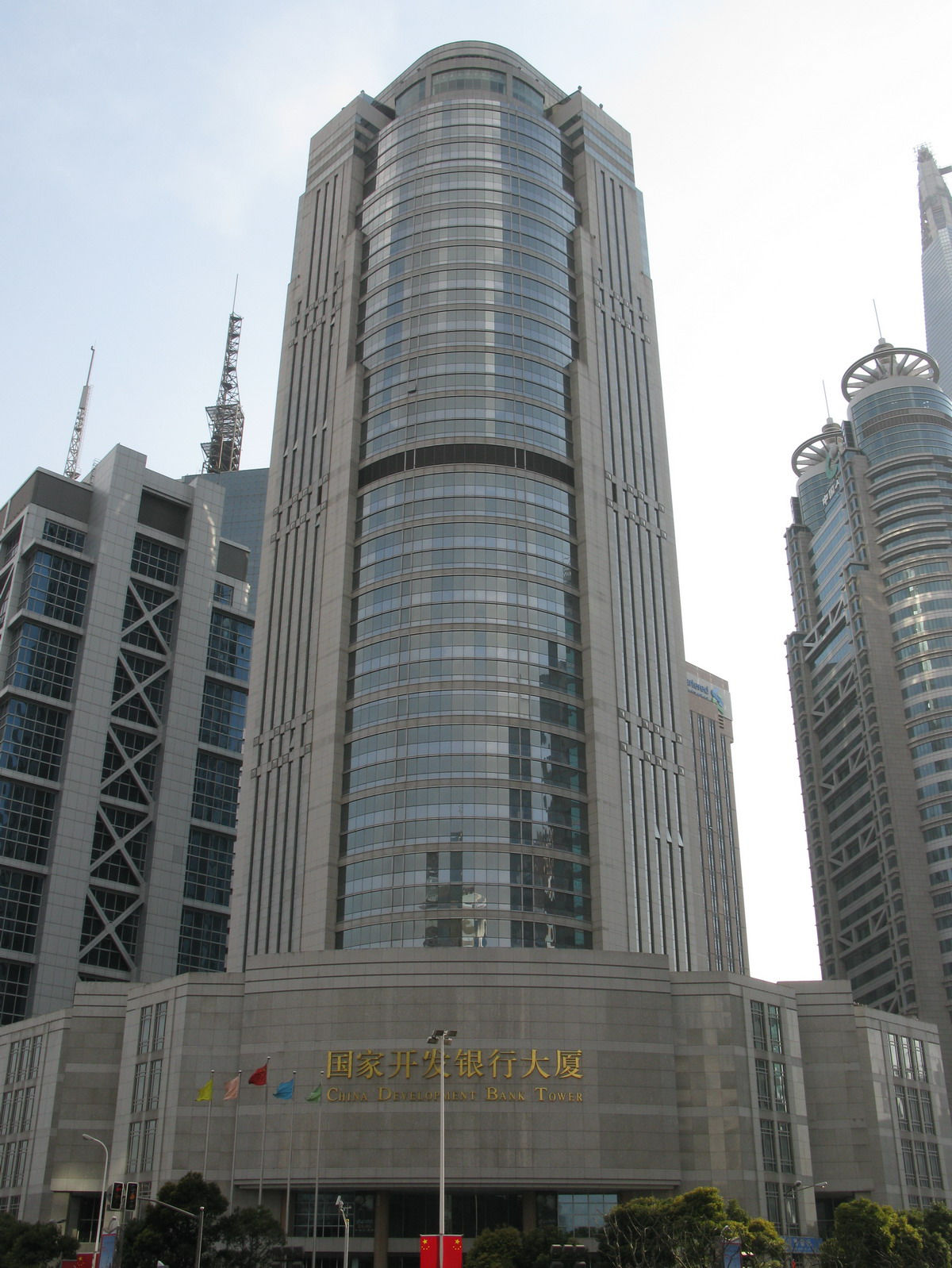
上海国家开发银行大厦（原名「新建设大厦」）

国家开发银行（縮寫：CDB），或称CDB国家开发银行，法定简称开发银行，亦简称国开行、国发行，是中华人民共和国的一家开发性金融机构。
1994年3月17日，国家开发银行作为中国大陆第一间政策性银行由中华人民共和国财政部和中央汇金投资有限责任公司共同发起设立。国家开发银行是中国最大的债券银行、最大的对外投融资合作银行以及全球最大的政策性银行。截至2016年底，资产总额超过14万亿元人民币，总行设有31个职能部门和住宅金融事业部、扶贫金融事业部，在上海设有协调性机构上海业务总部；境内设37家一级分行和三家二级分行，境外设香港分行和开罗、莫斯科、里约热内卢、加拉加斯、伦敦、万象等六家代表处。

## 历史
1994年3月17日，国家开发银行成立，姚振炎担任首任行长，屠由瑞担任党组书记、副行长。亚洲金融危机暴发后，1998年4月陈云之子、中国人民银行副行长、党组副书记陈元出任国开行行长、党组书记。国家开发银行的不良贷款率直线下降。
1998年12月11日，中国投资银行并入国家开发银行，国家开发银行开始经营零售银行及对公业务。1999年3月18日，国家开发银行将中国投资银行的资产与债务转让予中国光大银行。
2009年6月25日，香港特别行政区金融管理专员已根据《银行业条例》向国家开发银行授予银行牌照，并於当日生效。目前，香港分行有贷款餘额近3000亿港元，约佔国开行外币贷款餘额的六分之一。
2009年5月，经中国银监会（国家金融监督管理总局 前身）批准，香港代表处升格为首家境外分行——香港分行。
2010年，国家开发银行获国家社会保障基金以200亿元人民币入股。
2008年12月11日，正式改制为股份有限公司，银行改名为国家开发银行股份有限公司，其改制标志着中国政策性银行的改革取得了进展。
2014年9月，推动设立总规模达1200亿元的国家集成电路产业基金。2015年3月20日，国务院批复国开行深化改革方案，明确了其开发性金融机构定位及相关政策支持和制度安排。2015年7月，梧桐树投资平台有限公司注资国开行480亿美元。
2015年3月，中华人民共和国国务院明确其定位为开发性金融机构。
2016年11月，国务院审定批准《国家开发银行章程》，标志着开行债信、集团架构和立法改革“三步走”战略的实现。
2017年4月19日，改制为有限责任公司，该行复名为国家开发银行。

## 开发性金融
开发性金融及开发性金融机构是国家开发银行所提出的特有名词。其自称是“政策性金融的深化和发展”，并“以服务国家发展战略为宗旨，以国家信用为依托，以市场运作为基本模式，以保本微利为经营原则，以中长期投融资为载体”，在实现政府发展目标、弥补市场失灵、提供公共产品、提高社会资源配置效率、熨平经济周期性波动等方面具有独特优势和作用，是经济金融体系中不可替代的重要组成部分。

## 业务范围
根据《国家开发银行章程》和国家有关规定，国家开发银行是直属国务院领导的政策性金融机构，在金融业务上接受中国人民银行的指导和监督。国家开发银行经营下列业务：
1. 管理和运用国家核拨的预算内经营性建设基金和贴息资金；
2. 向国内金融机构发行金融债券和向社会发行财政担保建设债券；
3. 办理有关的外国政府和国际金融组织贷款的转贷，经国家批准在国外发行债券，根据国家利用外资计划筹借国际商业贷款等；
4. 向国家基础设施、基础产业和支柱产业的大中型基本建设和技术改造等政策性项目及其配套工程发放政策性贷款；
5. 办理建设项目贷款条件评审、咨询和担保等业务。为重点建设项目物色国内外合资伙伴，提供投资机会和投资信息；
6. 经批准的其他业务。

## 历任管理层
国家开发银行行长
- 姚振炎（1994年3月－1998年3月）
- 陈元（1998年3月－2008年9月）
- 蒋超良（2008年9月－2011年11月）
- 郑之杰（2012年10月－2019年10月）
- 欧阳卫民（2019年10月－2023年5月）
- 谭炯（2023年5月－）

国家开发银行董事长
- 陈元（2008年9月－2013年4月）
- 胡怀邦（2013年4月－2018年9月）
- 赵欢（2018年9月－）

## 机构设置
根据有关规定，国家开发银行总行设置（控股）下列机构（企业）：

### 内设机构
- 董事会办公室（党委办公室）
- 办公厅
- 政策研究室
- 规划局（规划院）
- 业务发展局
- 市场与投资局
- 法律事务局
- 财会局
- 资金局
- 风险管理局
- 评审管理局
- 评审一局
- 评审二局
- 信贷管理局
- 国际金融局
- 国际合作业务局
- 企业局
- 信息科技局
- 营运管理局
- 审计局
- 人事局
- 监察局
- 教育培训局
- 行政事务管理局
- 离退休干部局
- 采购中心

### 派出机构
- 上海业务总部
- 住宅金融事业部
- 扶贫金融事业部

### 直属事业单位
- 国家开发银行研究院（金融研究发展中心）

### 直属（控股）企业单位
- 国开金融有限责任公司
- 国开证券股份有限公司
- 中非发展基金有限公司
- 国银金融租赁股份有限公司

### 分支机构
- 国家开发银行北京分行
- 国家开发银行上海分行
- 国家开发银行天津分行
- 国家开发银行重庆分行
- 国家开发银行河北分行
- 国家开发银行山西分行
- 国家开发银行吉林分行
- 国家开发银行辽宁分行
- 国家开发银行黑龙江分行
- 国家开发银行陕西分行
- 国家开发银行甘肃分行
- 国家开发银行青海分行
- 国家开发银行山东分行
- 国家开发银行福建分行
- 国家开发银行浙江分行
- 国家开发银行河南分行
- 国家开发银行湖北分行
- 国家开发银行湖南分行
- 国家开发银行江西分行
- 国家开发银行江苏分行
- 国家开发银行安徽分行
- 国家开发银行广东分行
- 国家开发银行海南分行
- 国家开发银行四川分行
- 国家开发银行贵州分行
- 国家开发银行云南分行
- 国家开发银行内蒙古分行
- 国家开发银行新疆分行
- 国家开发银行宁夏分行
- 国家开发银行广西分行
- 国家开发银行西藏分行
- 国家开发银行深圳分行
- 国家开发银行厦门分行
- 国家开发银行宁波分行
- 国家开发银行青岛分行
- 国家开发银行大连分行
- 国家开发银行河北雄安分行
- 国家开发银行苏州分行
- 国家开发银行三亚分行
- 国家开发银行伊犁分行
- 国家开发银行喀什分行
- 国家开发银行香港分行
- 国家开发银行开罗代表处
- 国家开发银行莫斯科代表处
- 国家开发银行里约热内卢代表处
- 国家开发银行加拉加斯代表处
- 国家开发银行伦敦代表处
- 国家开发银行万象代表处
- 国家开发银行雅加达代表处
- 国家开发银行阿斯塔纳代表处
- 国家开发银行明斯克代表处
- 国家开发银行悉尼代表处

## 业务
国家开发银行主要服务构建开放型经济新体制，促进中国债券市场建设和助力宏观调控政策实施。其贷款对象集中于公共基础设施、公路、铁路、水利、电力等领域政府类客户和大中型企业客户，同时，通过建立社会化合作机制，以批发的方式开展助学贷款、小微企业贷款等普惠金融业务。
国家开发银行自创立以来，已经向黄河、长江、西部大开发、振兴东北、新农村建设、三峡水利枢纽等国家重大建设项目和基础产业培育工程等数千个项目进行投资，贷款总额达1.6兆人民币。其资金来源主要通过在国际金融市场发行债券筹措。2015年，在美国《财富》杂志世界企业500强中排名第87位。
国家开发银行投资/融资支持的大型项目包括：
- 西气东输
- 昌九城际线
- 西電東送
- 一带一路
- 新型城镇化
- 武广客运专线
- 北京高速公路
- 海口中小学危房改造
- 中国青年创业者
- 河北曹妃甸循环经济示范区
- 城市燃气建设
- 新疆棉花基地
- 山东兖矿集团
- 宁合铁路
- 云南高速公路
- 陕西黄延高速
- 公伯峡水电站
- 苏州工业园区
- 宁波文化广场
- 中国化工集团公司引进技术项目
- 奇瑞汽车有限公司
- 辽宁“五点一线”项目
- 天津地铁
- 铁通通信网络建设与改造项目
- 广东液化天然气（LNG）运输项目
- 郑州至西安铁路客运专线
- 安徽省农村公路项目
- 岭澳核电站二期工程
- 为河北省鹿泉市人民医院修建新的医疗综合服务楼
- 棚户区项目
- 为湖北宜都市创造350个就业机会
- 为水江镇修建污水处理厂
- 帮助沉阳机床股份有限公司顺利完成技术改造
- 吉林省高速公路网
- 上海洋山深水港区
- 南水北调工程－确保中国北部地区的用水供应
- 上海长江隧桥
- 中国联通
- 大港油田
- 中国—东盟博览会基础设施项目
- 江苏田湾核电站项目
- 长白山天池生态保护项目
- 内蒙古草原兴发股份有限公司
- 云南大朝山水电站
- 2008年北京奥运会建设项目
- 三峡水利枢纽
- 北京地铁复八线
- 成都双流机场扩建项目
- 广州市区交通改造工程
- 上海苏州河综合整治一期工程
- 改善城市交通支持北京申奥
- 上海浦东国际机场
- 北京首都国际机场
- 天津市区至滨海新区快速轨道交通工程项目
- 兖矿集团有限公司
- 四川高速公路建设开发总公司
- 杭州湾跨海大桥项目
- 哈大铁路电气化项目
- 扬州瘦西湖风景区
- 国开国际投资
- 中国新城镇